# Pietro Lingeri
Pietro Lingeri (* 25. Januar 1894 in Bolvedro, Italien; † 15. Mai 1968 ebenda) war ein italienischer Architekt und Stadtplaner, er zählt zu den bedeutendsten Vertretern des italienischen Rationalismus.

## Leben
Pietro Lingeri wurde 1894 in Bolvedro, einer Fraktion der italienischen Gemeinde Tremezzo an den Ufern des Comer Sees geboren. Nach seinem Abschluss an der Brera Academy of Fine Arts im Jahr 1926 war er 1930 einer der Gründer der in Como ansässigen MIAR-Gruppe (Movimento Italiano Architettura Razionale).
Seine Architektur zeichnet sich durch die Verwendung von damals innovativen Materialien und Elementen wie Stahlbeton, großen Glasflächen und Brüstungen in Metallprofilen aus. Eines seiner Hauptwerke ist das in der Zeitschrift Casabella veröffentlichte Projekt für den Hauptsitz des AMILA-Motorbootclubs in Tremezzo (1926) und die Renovierungsarbeiten der Galleria del Milione (1930), in der sich die Mailänder künstlerische Avantgarde traf.
Zwischen 1926 und 1940 begann er eine Partnerschaft mit dem Kopf des italienischen Rationalismus, Giuseppe Terragni. Mit ihm arbeitete er an zahlreichen stilprägenden Projekten wie dem Denkmal für die Gefallenen in Como (1926), dem Masterplan für die Stadt Como (1935), sowie der Realisierung von fünf Mailänder Häusern, darunter die Casa Alta und dem Geschäftshaus Rustici mit Wohnungen am Corso Sempione 34 in Mailand (1935).
Zusammen mit Terragni und Mario Sironi, einem bedeutenden italienischer Maler des Futurismus an verschiedenen nicht realisierten Projekten, die von der faschistischen Regierung für Rom in Auftrag gegeben wurden: vom Palazzo del Littorio (1937) über die Einrichtung der kaiserlichen Foren (1937), dem Danteum (1938) bis hin zum Veranstaltungsort der Weltausstellung von 1942.
Nach dem Krieg entwarf er eine Reihe von Wohnbauten für den Mailänder Stadtteil QT8, darunter ein bedeutendes Hochhaus mit Luigi Zuccholi (1951).
In den letzten Jahren seines Lebens zog er sich nach Bolvedro di Tremezzo in einer Villa aus dem 18. Jahrhundert zurück, die er in der Nähe seines Geburtsortes gekauft und restauriert hatte. Hier starb er am 15. Mai 1968.

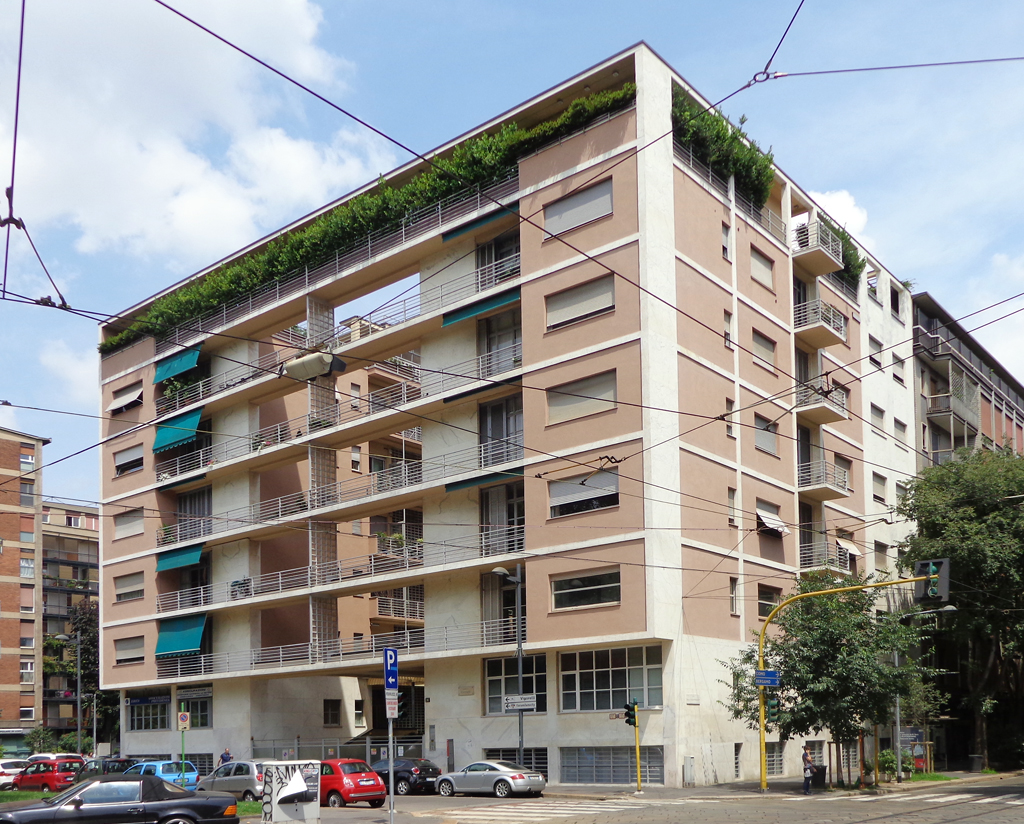
Casa Rustici (Mailand)
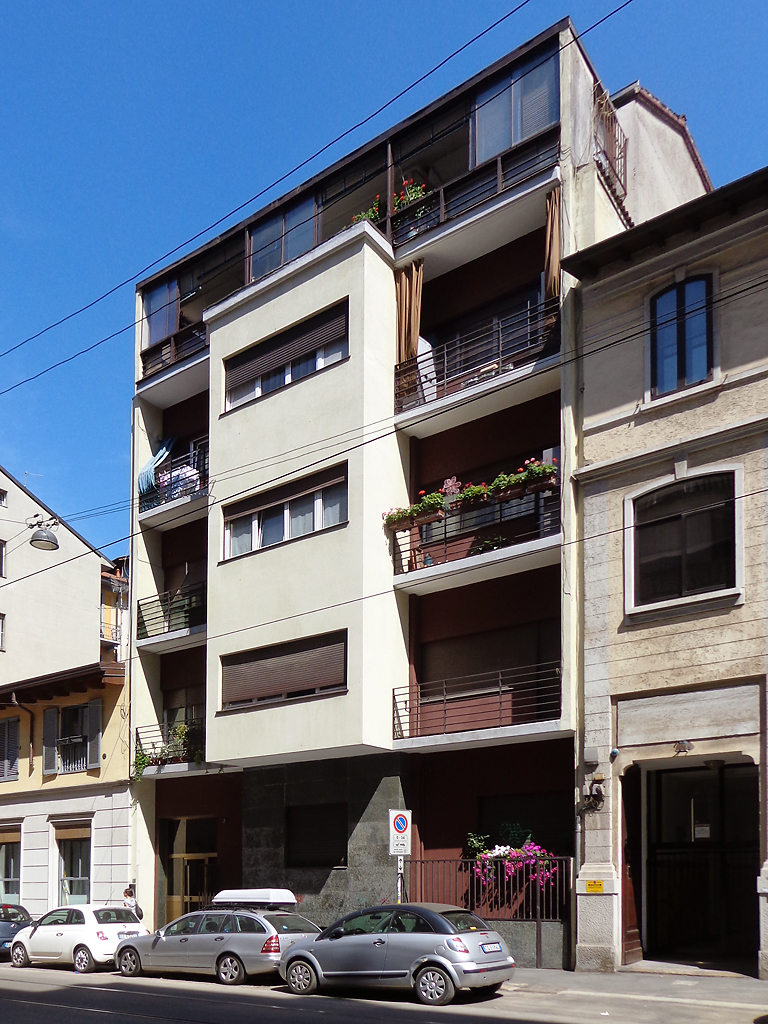
Casa Toninello (Mailand)
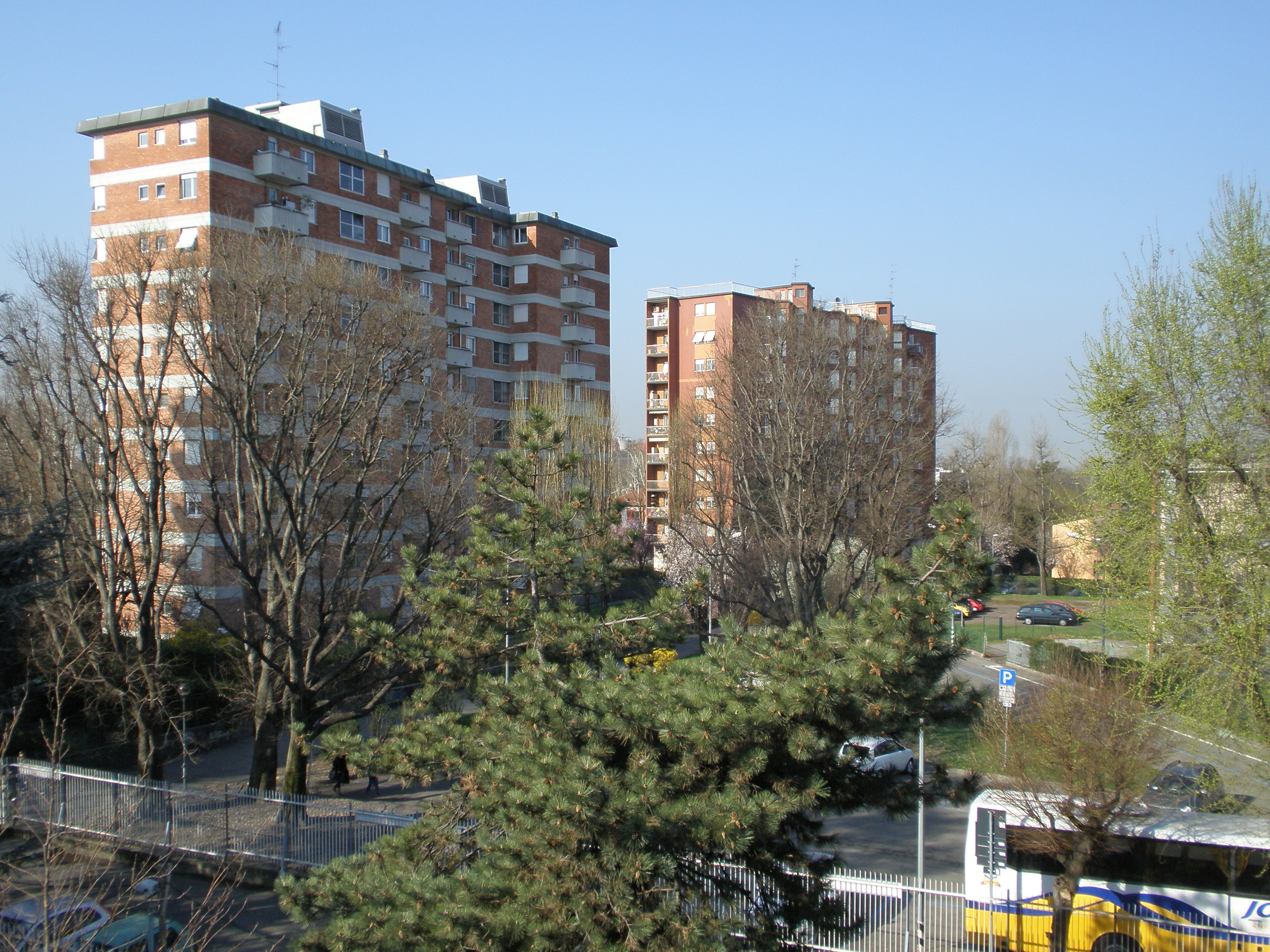
Mailänder Stadtviertel QT8
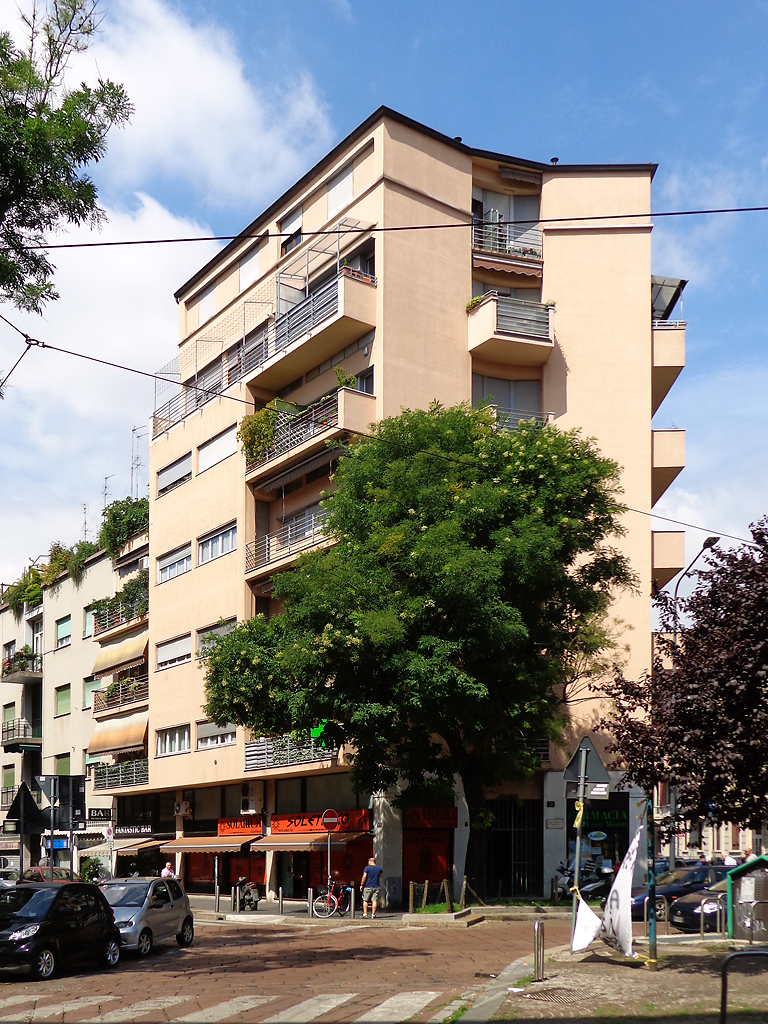
Casa Lavezzari (Mailand)